# Pleurobema strodeanum
Pleurobema strodeanum är en musselart som först beskrevs av Wright 1898.  Pleurobema strodeanum ingår i släktet Pleurobema och familjen målarmusslor. IUCN kategoriserar arten globalt som sårbar. Inga underarter finns listade i Catalogue of Life.